# Risky Business
Risky Business (titulada Negocios arriesgados en México, Negocios riesgosos y Negocio de riesgo en Hispanoamérica) es una película estadounidense de género comedia. Estrenada en 1983 está escrita y dirigida por Paul Brickman en lo que fue su debut como realizador. La película está interpretada en sus papeles principales por Tom Cruise, Rebecca De Mornay, Richard Masur, Bronson Pinchot y Joe Pantoliano. También se considera la cinta que impulsó la carrera cinematográfica de Cruise quien fuera nominado por este papel en los premios Globos de Oro.

## Argumento
Joel (Cruise) es un estudiante modelo de secundaria de 17 años que vive con sus adinerados padres en Chicago. Ellos desean que su hijo asista a la Universidad de Princeton, por lo que Joel participa en Future Enterprisers, una actividad extraescolar en la que los estudiantes trabajan en equipos para crear pequeñas empresas. 
Cuando sus padres se van de viaje, Miles (Armstrong), amigo de Joel, lo convence de que aproveche su nueva libertad para divertirse y hacer extravagancias que no puede hacer delante de sus padres, como bailar en la sala de estar en ropa interior. Al día siguiente, Joel llama a una prostituta, Lana (De Mornay), que le pide 300 dólares por sus servicios durante toda la noche. Joel va al banco a buscar dinero pero al regresar descubre que Lana se ha ido, llevándose consigo un costoso huevo de cristal Steuben de su madre. Joel encuentra a Lana en un hotel y le pide que le devuelva el huevo robado pero son interrumpidos por Guido (Pantoliano), el proxeneta de Lana, quien lo amenaza con una pistola. Joel y Lana huyen en el Porsche 928 de su padre y, aunque son perseguidos por Guido, finalmente logran escapar.
Lana le dice a Joel que el huevo de cristal está con el resto de sus cosas, en casa de Guido y que tratará de recuperarlas. Joel le permite a Lana quedarse en su casa mientras él va a la escuela y Lana invita a otra prostituta, Vicki, a quedarse pero Joel rechaza la idea. Esa noche Joel, Lana, Vicki y Barry (Pinchot), amigo de Joel, salen y mientras Vicki y Barry se alejan, Joel y Lana hablan. Pese a las advertencias de Joel, Lana quita la marcha de la palanca de cambios del coche, lo que hace que el Porsche ruede cuesta abajo hacia un muelle. A pesar del inútil intento de Joel de detener el auto, el muelle cede, tirando el Porsche en el lago Míchigan.
Cuando Joel lleva el automóvil a un taller de reparación se horroriza al saber cuánto costará limpiarlo y repararlo. Para solucionarlo, él y Lana deciden convertir la casa de sus padres en un burdel por una noche y, con la participación de Joel en las ganancias, poder pagar la reparación. La fiesta es un gran éxito ya que la casa se llena de amigos y compañeros de clase de Joel y compañeros de trabajo de Lana. Sin embargo, el reclutador de Princeton, Rutherford (Masur), elige justo esa misma noche para entrevistar a Joel de cara a su admisión a Princeton. La entrevista, plagada de interrupciones, no logra impresionar a Rutherford aunque después decide quedarse en la fiesta y se familiariza con los amigos de Lana. Después de la fiesta, Joel y Lana tienen relaciones sexuales.
A la mañana siguiente Joel descubre que su casa ha sido saqueada. Cuando trata de llamar a Lana es Guido quien responde al teléfono y este le comunica que si quiere recuperar los muebles deberá pagar por ellos, a lo que el joven accede. Finalmente Joel y sus amigos logran que todo vuelva a su ser justo un momento antes de que sus padres vuelvan a casa aunque su madre percibe que el huevo de cristal tiene una fisura. Posteriormente el padre de Joel lo felicita ya que el entrevistador quedó muy impresionado y ha indicado que Joel será aceptado en Princeton. 
Finalmente Joel se encuentra con Lana en un restaurante y especulan sobre su futuro. Ella le dice que quiere seguir viéndolo, pero él bromea que le costará.

## Reparto
- Tom Cruise - Joel
- Rebecca De Mornay - Lana
- Joe Pantoliano - Guido
- Richard Masur - Rutherford
- Bronson Pinchot - Barry
- Curtis Armstrong - Miles Dalby
- Nicholas Pryor - Padre de Joel
- Janet Carroll - Madre de Joel
- Shera Danese - Vicki
- Raphael Sbarge - Glenn
- Bruce A. Young - Jackie
- Kevin Anderson - Chuck

## Banda sonora
Las canciones incluidas en la banda sonora están interpretadas por algunos artistas populares en la música de los años 1980 como Jeff Beck, Prince, Journey o Phil Collins. Sin embargo el grueso de las canciones, instrumentales y de estilo electrónico, fueron compuestas por el grupo de música electrónica alemán Tangerine Dream integrado entonces por Edgar Froese, Christopher Franke y Johannes Schmoelling. También en la película se incluyeron canciones de The Police, Bruce Springsteen y Talking Heads que no aparecen en las ediciones discográficas de la banda sonora.
| Banda sonora original |                                                                         |                                                      |          |  |
| N.º                   | Título                                                                  | Escritor(es)                                         | Duración |  |
| 1.                    | «Old Time Rock And Roll» (Interpretada por Bob Seger)                   | George Jackson Tom Jones III                         | 3:19     |  |
| 2.                    | «The Dream Is Always The Same» (Interpretada por Tangerine Dream)       | Edgar Froese Christopher Franke Johannes Schmoelling | 3:42     |  |
| 3.                    | «No Future (Get Off The Babysitter)» (Interpretada por Tangerine Dream) | Edgar Froese Christopher Franke Johannes Schmoelling | 2:00     |  |
| 4.                    | «Guido The Killer Pimp» (Interpretada por Tangerine Dream)              | Edgar Froese Christopher Franke Johannes Schmoelling | 4:18     |  |
| 5.                    | «Lana» (Interpretada por Tangerine Dream)                               | Edgar Froese Christopher Franke Johannes Schmoelling | 3:51     |  |
| 6.                    | «Mannish Boy (I'm A Man)» (Interpretada por Muddy Waters)               | Ellas McDanield McKinley Morganfield Mel London      | 4:02     |  |
| 7.                    | «The Pump» (Interpretada por Jeff Beck)                                 | Simon Phillips Tony Hymas                            | 5:47     |  |
| 8.                    | «D.M.S.R.» (Interpretada por Prince)                                    | Prince                                               | 5:05     |  |
| 9.                    | «After The Fall» (Interpretada por Journey)                             | Jonathan Cain Steve Perry                            | 4:20     |  |
| 10.                   | «In The Air Tonight» (Interpretada por Phil Collins)                    | Phil Collins                                         | 5:27     |  |
| 11.                   | «Love On A Real Train» (Interpretada por Tangerine Dream)               | Edgar Froese Christopher Franke Johannes Schmoelling | 3:58     |  |
| 45:42                 |                                                                         |                                                      |          |  |

| Canciones incluidas en la película pero no en la banda sonora original |                                                       |                                                       |          |  |
| N.º                                                                    | Título                                                | Escritor(es)                                          | Duración |  |
| 1.                                                                     | «Every Breath You Take» (Interpretada por The Police) | Sting Stewart Copeland                                | 4:13     |  |
| 2.                                                                     | «Hungry Heart» (Interpretada por Bruce Springsteen)   | Bruce Springsteen                                     | 3:21     |  |
| 3.                                                                     | «Swamp» (Interpretada por Talking Heads)              | David Byrne Chris Frantz Jerry Harrison Tina Weymouth | 5:13     |  |